# Cheung Ka Long
Edgar Cheung Ka Long (chinês tradicional: 張家朗; 10 de junho de 1997) é um esgrimista hongconquês, campeão olímpico.

## Carreira
Ka Long conquistou a medalha de ouro nos Jogos Olímpicos de Verão de 2020 em Tóquio, após derrotar o italiano Daniele Garozzo por 15–11 na disputa de florete individual. Repetiu o feito em Paris 2024 a vencer o Filippo Macchi na final por 15–14.